# Gonzalagunia panamensis
Gonzalagunia panamensis är en måreväxtart som först beskrevs av Antonio José Cavanilles, och fick sitt nu gällande namn av Karl Moritz Schumann. Gonzalagunia panamensis ingår i släktet Gonzalagunia och familjen måreväxter. Inga underarter finns listade i Catalogue of Life.